# Lajos Zilahy
Lajos Zilahy (n. 27 martie 1891, Nagyszalonta, azi Salonta – d. 1 decembrie 1976, Novi Sad) a fost un scriitor maghiar. Zilahy este considerat împreună cu Sándor Márai și Antal Szerb printre scriitorii importanți maghiari.

## Biografie
Zilahy a făcut parte din gruparea de rezistență în timpul celui de al doilea război mondial. În 1947 el emigrează în Statele Unite, acolo operele lui erau scrise în cea mai mare parte în limba engleză. Lajos Zilahy a murit la Novi Sad, fiind apoi exhumat și îngropat la Budapesta.

## Opere
| - Zilahy Lajos poezii (1914-1916); - Az ökör és más komédiák (1920); - Halálos tavasz (1922); - Szépapám szerelme (1922); - A jégcsap (1923); - Hazajáró lélek (1923); - Az ezüstszárnyú szélmalom (1924); - Süt a nap (1924); - Csillagok (1925); - Zenebohócok (1925); - Két fogoly (1926); | - Valamit visz a víz (1928) - A fehér szarvas (1929); - Versek (1929); - Leona (1930?); - Úrilány (1932?); - A lélek kialszik (1932); - A tésasszony (1932); - Tűzmadár (1932); - Fehér hajó (1932?); - A tizenkettedik óra (1933); - Az utolsó szerep (1935); | - A fegyverek visszanéznek (1936); - Szűz és gödölye (1937); - Gyümölcs a fán (1938); - Kisebb elbeszélések (1939); - A földönfutó város (1939); - Csöndes élet (1941); - Szépanyám (1943); - Fatornyok (1943); - Ararát (1947); - A Dukay család (1967–68). |